# Geniu

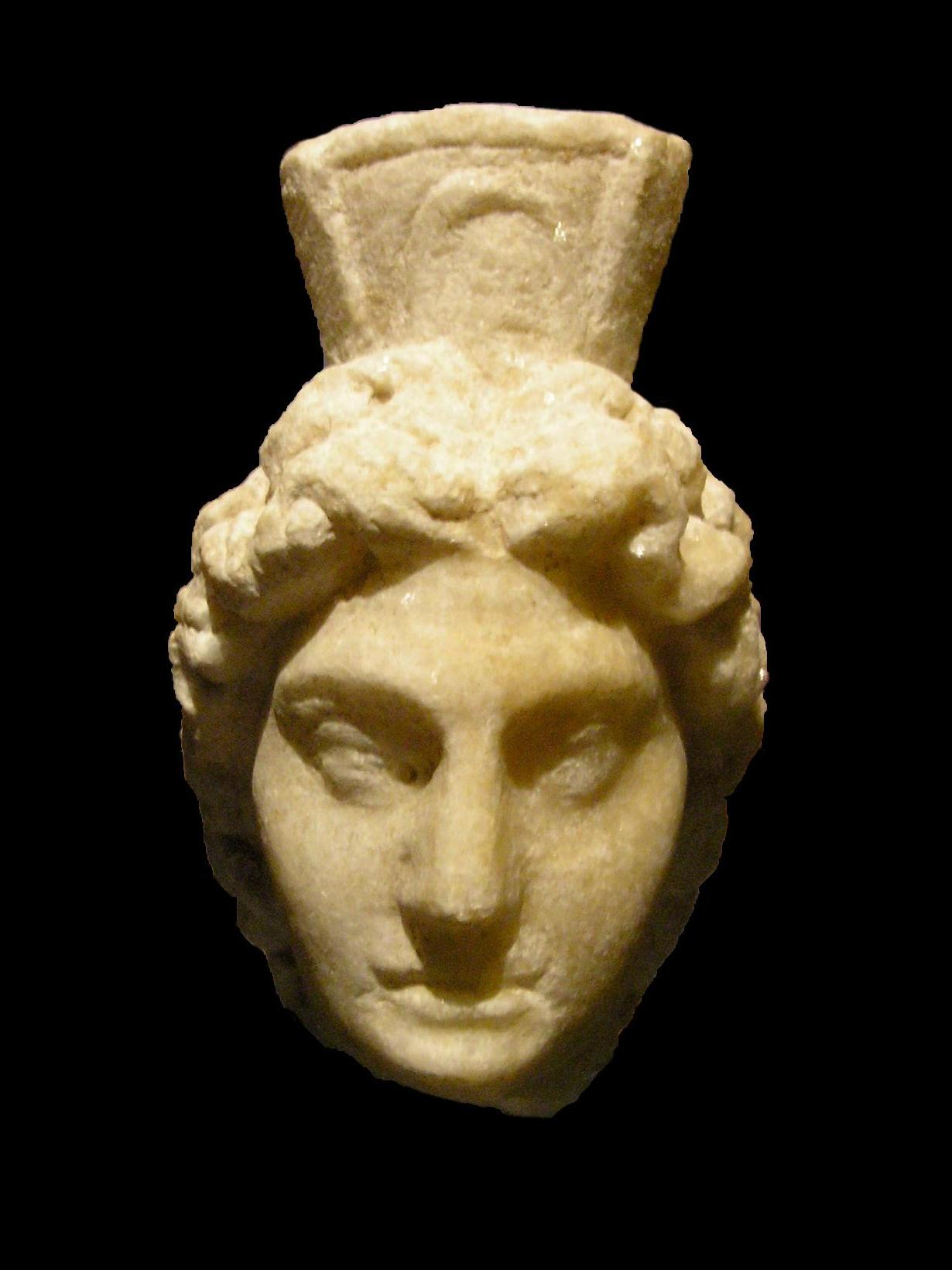
Genius roman din secolul al II-lea d.Hr., găsit la Vindobona

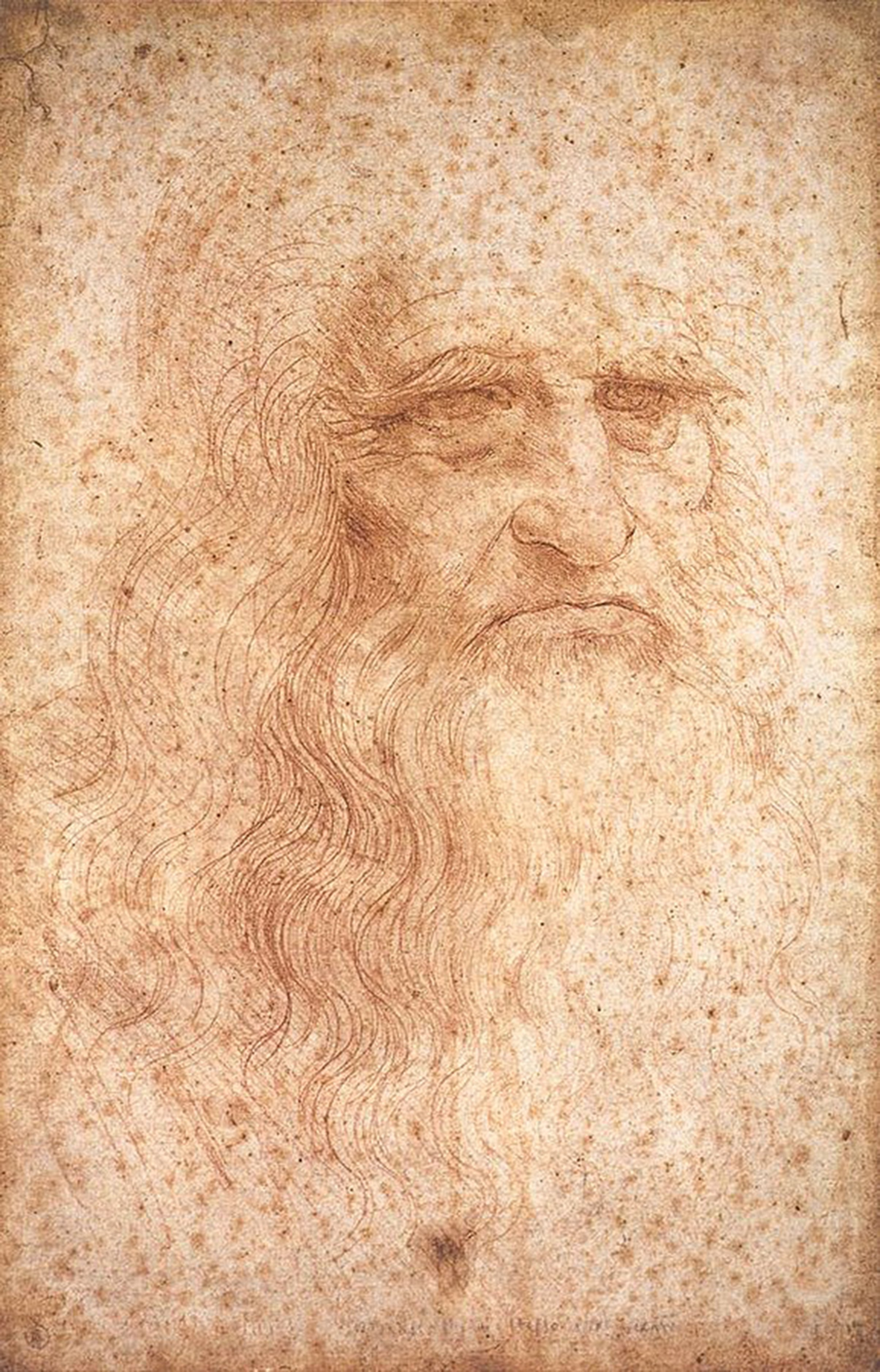
Leonardo da Vinci

Geniu ( în franceză génie din latină genius) este cea mai înaltă treaptă spirituală a omului, caracterizată printr-o activitate creatoare ale cărei rezultate au o mare însemnătate.

## Etimologie
Sunt considerate două origini etimologice a termenului, ambele provin din latină. Una dintre ele ar proveni de pe teritoriul anglo-saxon având la bază termenul genius. Care în credința romană era spiritul sau duhul care locuia numai în bărbați și care murea o dată cu ei. Acest spirit le dădea posesorului caracter, personalitate și capacitatea de a lăsa urmași. Coerspondentul feminin al geniului masculin poate fi considerată zeița Iuno. Această concepție a fost preluată de artă, în sculpurile din stilul baroc, geniul este prezentat ca o figură înaripată, sau ca un copil sugar, bine hrănit (dolofan), acest simbol a devenit un motiv îndrăgit de ornare a clădirilor. A doua origine presupusă a termenului provine de pe teritoriul franco-german, care au din latină termenul ingenium sau talent înăscut. În perioada renașterii geniul fiind considerat izvorul creativității și al inspirației. În dezbaterile franceze numite  Querelle des Anciens et des Modernes se leagă geniul de simțul estetic.